# 原来我很爱你
《原來我很愛你》，是當代都市劇，根據木浮生同名小說改編，由林彥俊、萬鵬领衔主演，於2020年9月14日開機，同年12月2日殺青。本劇於2021年8月3日愛奇藝首播。

## 演員列表

### 主要演員
素顏CP

| 演員   | 角色        | 介紹 |
| 林彥俊 | 蘇念衾/一今 | 神秘詞曲人一今 患有視障，但能看到三尺內的東西，後把眼睛治好了。 在特殊教育學校擔任代課老師。 在代課期間認識實習老師無焉並與其交往，後因一連串事件和誤會導致與無焉分手，治好眼睛之後三年和無焉重逢。後與無焉結婚，有一女 |
| 萬鵬   | 桑無焉      | 偶像是一今。在廣播電台兼職，對念衾一見鍾情。 大學心理系實習去了特殊教育學校認識念衾並與其交往，後因一連串事件和誤會分手，三年後重逢。後與念衾結婚，有一女                                                               |

### 其他演員
| 演員   | 角色   | 介紹 |
| 陳美伊 | 程茵   | 無焉的閨蜜兼室友 患有心臟病、严重幽閉恐懼症，不能坐電梯 後來出意外過世，因過世的原因，導致桑無焉得了妄想症，但後來無焉有把自己的妄想症治好，坦然接受程茵離開的事實。 |
| 李嘉豪 | 魏昊   | 無焉的發小，許茜的老公 但因被無焉看到與許茜在路邊擁吻而鬧僵，覺得他們很不夠朋友，居然沒跟她說彼此互相喜歡，三年後向許茜求婚，沒多久直接結婚，成為許茜的老公。        |
| 牛玉坤 | 許茜   | 無焉的好朋友，魏昊的老婆 因為被無焉看到與魏昊在路邊擁吻而鬧僵，覺得他們很不夠朋友，居然沒跟她說彼此互相喜歡，三年後，還被魏昊求婚，沒多久直接結婚，成為魏昊的妻子。  |
| 李嘉琪 | 余小璐 | 照顧念衾的人，是念衾繼母的妹妹，同時也是念衾的經紀人 |
| 趙昕   | 余微瀾 | 小璐的姐姐，曾經是念衾的朋友，是念衾的繼母 |
| 曾一萱 | 聂熙   | 無焉的上司，小璐的學姊，因為知道念衾與無焉交往而在工作上處處針對無焉，後釋懷，向無焉道歉                                                                             |
| 蔡纲   | 桑爸爸 | 大學教授，相當寵愛女兒。後因激动脑溢血入医院做手術，在病情穩定後，突然不幸離世                                                                                       |
| 馬麗   | 桑媽媽 | 一直希望女兒可以照著自己安排好的路走 |

## 電視劇原聲帶
| 曲序 | 曲目                   |                  | 作曲   | 编曲                    | 演唱         |
| ---- | ---------------------- | ---------------- | ------ | ----------------------- | ------------ |
| 1.   | 遇到你（片頭曲）       | 林喬、高瑩、莫荔 | 高瑩   | 高瑩                    | 林彥俊，萬鵬 |
| 2.   | 淪陷（片尾曲）         | 張鵬鵬、林喬     | 吳姝霆 | 陸泰名                  | 魏晨         |
| 3.   | 原來我很愛你（主題曲） | 李冠群           | 張與辰 | 于刚                    | 林彥俊       |
| 4.   | As l believe（插曲）   | 張鵬鵬丶林喬     | 吳姝霆 | 陸泰各                  | 蘇詩丁       |
| 5.   | 朱雀橋（插曲）         | 何道元丶林喬     | 岑思源 | 李函露@丅a丨ent tun ion | 李俊毅       |
| 6.   | 夜空下的夢（插曲）     | 蘇姚丶林喬       | 蘇姚   | 蘇姚                    | 王力         |
| 7.   | 燃燒吧余生（插曲）     | VOGUE5           | VOGUE5 | 陈圣仑                  | 打擾一下樂團 |
| 8.   | 燃燒吧余生（插曲）     | VOGUE5           | VOGUE5 | 陈圣仑                  | VOGUE5       |
| 9.   | 陽光下的星星（插曲）   | 罗茜             | 金海心 | 金海心丶孟军            | 金海心       |

## 外部連結
- 爱奇艺线上看 （页面存档备份，存于）
- 原來我很愛你CRUSH的新浪微博
- 豆瓣电影上《原来我很爱你》的資料 （简体中文）